# 유령 입자
유령 입자(영어: Ghost Particle)는 양자장론에서 비물리적인 상태나 입자를 지칭하는 용어이다. 유령 입자의 개념은 국소체 성분이 물리적 자유도를 초과하는 이론에서 게이지 이론을 성립시키기 위해 도입되었다.
이론이 유령 입자를 도입하여 자기 일관성을 가지면 이러한 상태는 좋은(good) 것으로 분류된다. 좋은 유령 입자는 파데예프-포포프 유령과 같이 정규화를 위해 도입된 가상 입자이다. 이론이 유령 입자를 도입하여 자기 일관성을 가지지 못했다면 이러한 상태는 나쁜(bad) 것으로 분류된다. 나쁜 유령 입자는 이론에 바람직하지 않은 비가상 상태(non-virtual states)를 허용하고, 파울리-빌라르 조절과 같이 음의 운동 에너지를 가진 입자를 도입하도록 한다.
유령 입자의 필요성에 대한 한 예로 광자가 있다. 광자는 일반적으로 진공에서 허용되는 편광이 두 개뿐이더라도 사차원 벡터 퍼텐셜 Aμ 로 설명할 수 있다. 그러나 비물리적인 자유도를 제거하려면 몇 가지 제한을 적용해야 한다. 이러한 감소를 수행하는 한 가지 방법은 이론에 유령 입자를 도입하는 것이다. 전자기장을 양자화하기 위해 유령 입자를 추가하는 것이 항상 필요한 것은 아니지만 BRST 양자화에서와 같이 양-밀스 이론을 일관되고 엄격하게 양자화하려면 유령 입자가 반드시 필요하다.
유령 입자의 반입자는 반유령 입자라고 한다.

## 같이 보기
- 고다드-손 정리
- 파데예프-포포프 유령
- BRST 양자화
- 유령 에너지